# Hoh Xil
L'Hoh Xil (in mongolo «montagne blu», ma anche Aqênganggyai, «Signore delle Diecimila Montagne»), noto anche col nome cinese Kěkěxīlǐ (可可西里), è una regione isolata situata nel settore nord-occidentale dell'altopiano del Tibet-Qinghai in Cina. È l'area meno popolata della Cina, nonché la terza area meno popolata del mondo.
Dal 2017 quest'area è stata inclusa nella lista dei patrimoni dell'umanità dell'UNESCO.

## Geografia
La regione copre un'area di 83.000 km² ed ha un'altitudine media di 4800 m; si estende in senso latitudinale est-ovest tra i monti Tanggula e Kunlun, al confine tra il Tibet settentrionale, il Qinghai nord-occidentale e lo Xinjiang sud-orientale. La parte sud-orientale dell'Hoh Xil è bagnata dal fiume Chumar, uno dei più importanti rami sergentizi dello Yangtze. Il resto della regione è endoreica e ospita numerosi laghi isolati; quest'area è talvolta indicata dagli idrologi come «distretto dei laghi dell'Hoh Xil». 45.000 km² della regione dell'Hoh Xil, con un'altitudine media di 4600 m, sono stati dichiarati riserva naturale nazionale nel 1995.

## Geologia
L'Hoh Xil è una regione vulcanica. Nell'area si trovano numerosi campi vulcanici che ospitano un certo numero di vulcani risalenti al Cenozoico superiore, nonché alcuni vulcani di tipo hawaiiano. Il Bamaoqiongzong ricopre un'area di 300 km² e presenta un edificio perfettamente preservato a nord-est della sommità e una colata lavica che sovrasta dei depositi lacustri del Quaternario. L'area del Bamaoqiongzong contiene rocce fonolitiche peralcaline e foiditiche. Lo Yongbohu presenta cinque sfiati vulcanici dacitici, trachiandesitici e andesitici. Il Qiangbaqian ricopre un'ampia area lungo il confine meridionale della catena dei Kunlun. Un cono della caldera dell'Hoh Xil, in passato considerato attivo sulla base di una foto satellitare del 1973 in cui sembrava in eruzione, è attualmente considerato inattivo in epoca storica.
In una località nei suoi pressi si è verificato l'epicentro del Terremoto di Kunlun del 2001.

## Fauna
Nonostante le severe condizioni climatiche, l'Hoh Xil ospita oltre 230 specie di animali selvatici, 20 delle quali protette dalla legge cinese, tra cui lo yak, l'asino selvatico, il cervo dalle labbra bianche, l'orso bruno e la rarissima antilope tibetana o chiru. Il numeroso pika dalle labbra nere, un piccolo roditore scavatore, è il piatto principale della dieta degli orsi bruni della regione; gli orsi, comunque, si cibano anche di yak e di antilopi. L'Hoh Xil, regione finora poco conosciuta, e l'antilope tibetana, o chiru, sono divenuti nomi familiari in Cina in seguito all'uscita del film Mountain Patrol - Battaglia in paradiso nel 2004.

## Trasporti
La ferrovia del Qingzang e l'autostrada nazionale 109 corrono lungo i confini orientali della riserva. Il tunnel Fenghuoshan, attualmente il tunnel autostradale più elevato del mondo (1338 m di lunghezza, con entrate situate a 4905 m di quota), è stato costruito in quest'area.